# Uwe Schröder (Jurist)
Uwe Schröder (* 4. September 1957 in Hannover) ist ein deutscher Verwaltungsjurist und Ministerialbeamter. Er war seit Januar 2017 Leiter der Abteilung V des Bundesministeriums der Finanzen und zuvor erster Präsident der Generalzolldirektion.

## Werdegang
Nach dem 1976 am Ratsgymnasium Hannover abgelegten Abitur und seinem anschließenden zweijährigem Wehrdienst studierte Schröder Rechtswissenschaften an den Universitäten Göttingen und Zürich. 1986 legte er das 2. Juristische Staatsexamen ab.
Im August 1986 trat er in die Bundeszollverwaltung ein und war zunächst in der Zollabteilung der damaligen Oberfinanzdirektion Köln tätig. Im Oktober 1986 wechselte er als Referent in die Haushaltsabteilung des Bundesministeriums der Finanzen. Von 1995 bis 1998 war er als Referatsleiter für Haushaltspolitik und Finanzverfassung im Bundeskanzleramt tätig.
Nach seiner Ernennung zum Ministerialrat kehrte er im Anschluss als Referatsleiter wieder in das Finanzministerium zurück. 2003 wurde Schröder zum Ministerialdirigenten befördert und zugleich zum Leiter der Unterabteilung II C (Sozialhaushalt des Bundes) berufen. Zwischen 2006 und November 2011 nahm er dieselbe Funktion in der Unterabteilung II A (Grundsatzfragen Bundeshaushalt) und schließlich, bis Ende 2015, in der Unterabteilung V A (Bund-Länder, Finanzverfassung) ein.
Mit der Einrichtung der Generalzolldirektion im Zuge der Neustrukturierung der Zollverwaltung, wurde ihm zum 1. Januar 2016 das Amt des Präsidenten übertragen, in das er am 1. Februar 2016 von Bundesfinanzminister Wolfgang Schäuble in einem Festakt im Alten Wasserwerk eingeführt wurde.
Anfang 2017 wechselte Schröder erneut in das Bundesministerium der Finanzen und nahm als Ministerialdirektor seitdem die Position des Leiters der Abteilung V (Föderale Finanzbeziehungen, Staats- und Verfassungsrecht, Rechtsangelegenheiten, Historiker-Kommission) wahr.
Er löste in dieser Funktion Matthias Haß ab, der zum sächsischen Staatsminister für Finanzen ernannt wurde.

## Weitere Tätigkeiten
Schröder war von 2002 bis 2006 Mitglied des Verwaltungsrates der Bundesagentur für Arbeit sowie 2008 bis 2012 Mitglied des Aufsichtsrates der Duisburger Hafen AG. Ab 2010 nahm er dort das Amt des Vorsitzenden wahr.
Von 2011 bis 2012 war er zudem Mitglied des Aufsichtsrates der WestLB.

## Privates
Schröder ist verheiratet und Vater zweier Kinder.